# Sidi Amar (Saïda)
Sidi Amar (em árabe: سيدي عمار), anteriormente Franchetti durante a colonização francesa, é uma comuna localizada na província de Saïda, Argélia. De acordo com o censo de 2008, a população total da cidade era de 10 906 habitantes.